# 학교생활! (영화)
《학교생활!》(일본어: がっこうぐらし！)은 2019년 공개된 일본의 공포, 미스터리, 드라마 영화이다.

## 출연
주연
- 아베 나나미 : 에비스자와 쿠루미 역
- 나카츠키 미도리 : 타케야 유키 역
- 마지마 와카나 : 와카사 유리 역
- 키요하라 리오 : 나오키 미키 역

조연
- 카네코 다이치 : 카츠라기 츠무키 역
- 오노 노노카 : 사쿠라 메구미 역